# Iraq Stars League 2023-2024
La Prima Lega 2023-2024 è stata la 50ª edizione della massima serie del campionato iracheno di calcio. La stagione è iniziata il 26 ottobre 2023 ed è terminata il 14 luglio 2024.
L'Al-Shorta è la squadra campione in carica, avendo vinto il titolo per la sesta volta, e si è riconfermato anche per la stagione 2023-2024.

## Stagione

### Novità
Nella scorsa stagione sono retrocesse in Prima Divisione Al-Sinaa e Al-Diwaniya, ultime due classificate in campionato. Al loro posto sono state promosse Al-Mina'a e Amanat Baghdad, prime due classificate della Prima Divisione.

### Formula
Le 20 squadre partecipanti giocano un girone all'italiana con gare di andata e ritorno, per un totale di 38 giornate. Al termine del campionato, la squadra prima classificata è campione dell'Iraq e si qualifica per la AFC Champions League 2024-2025. L'ultima classificata è automaticamente retrocessa in Prima Divisione, mentre penultima e terzultima giocano uno spareggio promozione/retrocessione contro altrettante squadre di Prima Divisione.

## Squadre partecipanti
| Club              | Città     | Piazzamento stag. precedente |
| ----------------- | --------- | ---------------------------- |
| Al Hudod          | Baghdad   | 13° in Prima Lega            |
| Al-Kahraba        | Baghdad   | 5° in Prima Lega             |
| Al-Karkh          | Baghdad   | 11° in Prima Lega            |
| Al-Mina'a         | Bassora   | Prima Divisione              |
| Al-Naft           | Baghdad   | 16° in Prima Lega            |
| Al-Najaf          | Najaf     | 7° in Prima Lega             |
| Al-Qasim          | Babil     | 17° in Prima Lega            |
| Al-Quwa Al-Jawiya | Baghdad   | 2° in Prima Lega             |
| Al-Shorta         | Baghdad   | Campione dell'Iraq           |
| Al-Talaba         | Baghdad   | 4° in Prima Lega             |
| Al-Zawraa         | Baghdad   | 3° in Prima Lega             |
| Amanat Baghdad    | Baghdad   | Prima Divisione              |
| Duhok             | Dihok     | 12° in Prima Lega            |
| Erbil             | Erbil     | 6° in Prima Lega             |
| Karbala           | Kerbela   | 8° in Prima Lega             |
| Naft Al-Basra     | Bassora   | 14° in Prima Lega            |
| Naft Al-Wasat     | Najaf     | 18° in Prima Lega            |
| Naft Maysan       | Al-'Amara | 10° in Prima Lega            |
| Newroz            | Baghdad   | 9° in Prima Lega             |
| Zakho             | Zakho     | 15° in Prima Lega            |

## Classifica finale
|                 | Pos. | Squadra           | Pt | G  | V  | N  | P  | GF | GS | DR  |
| --------------- | ---- | ----------------- | -- | -- | -- | -- | -- | -- | -- | --- |
| Iraq (bandiera) | 1.   | Al-Shorta         | 87 | 38 | 26 | 9  | 3  | 76 | 36 | +40 |
|                 | 2.   | Al-Quwa Al-Jawiya | 82 | 38 | 24 | 10 | 4  | 68 | 32 | +36 |
|                 | 3.   | Al-Zawraa         | 75 | 38 | 21 | 12 | 5  | 54 | 23 | +31 |
|                 | 4.   | Al-Najaf          | 67 | 38 | 19 | 10 | 9  | 45 | 28 | +17 |
|                 | 5.   | Zakho             | 67 | 38 | 17 | 16 | 5  | 37 | 20 | +17 |
|                 | 6.   | Duhok             | 58 | 38 | 14 | 16 | 8  | 41 | 33 | +8  |
|                 | 7.   | Newroz            | 56 | 38 | 15 | 11 | 12 | 61 | 49 | +12 |
|                 | 8.   | Al-Talaba         | 53 | 38 | 13 | 14 | 11 | 40 | 38 | +2  |
|                 | 9.   | Al Hudod          | 50 | 38 | 13 | 11 | 14 | 38 | 47 | -9  |
|                 | 10.  | Naft Maysan       | 47 | 38 | 10 | 17 | 11 | 41 | 40 | +1  |
|                 | 11.  | Al-Naft           | 46 | 38 | 10 | 16 | 12 | 37 | 44 | -7  |
|                 | 12.  | Al-Mina'a         | 42 | 38 | 10 | 12 | 16 | 38 | 59 | -21 |
|                 | 13.  | Al-Kahraba        | 41 | 38 | 8  | 17 | 13 | 47 | 51 | -4  |
|                 | 14.  | Erbil             | 41 | 38 | 9  | 14 | 15 | 46 | 50 | -4  |
|                 | 15.  | Al-Karkh          | 39 | 38 | 7  | 18 | 13 | 36 | 45 | -9  |
|                 | 16.  | Karbala           | 37 | 38 | 8  | 13 | 17 | 39 | 60 | -21 |
|                 | 17.  | Al-Qasim (-3)     | 35 | 38 | 8  | 14 | 16 | 42 | 53 | -11 |
|                 | 18.  | Naft Al-Basra     | 34 | 38 | 8  | 10 | 20 | 29 | 46 | -17 |
|                 | 19.  | Amanat Baghdad    | 31 | 38 | 6  | 13 | 19 | 33 | 53 | -20 |
|                 | 20.  | Naft Al-Wasat     | 16 | 38 | 1  | 13 | 24 | 24 | 65 | -41 |

Legenda:

      Campione dell'Iraq e ammessa alla AFC Champions League 2024-2025

 Ammesso ai Play-off promozione/retrocessione
 Retrocessione diretta.
Regolamento:
Tre punti a vittoria, uno a pareggio, zero a sconfitta.
In caso di arrivo di due o più squadre a pari punti, la graduatoria verrà stilata secondo la classifica avulsa tra le squadre interessate che prevede, in ordine, i seguenti criteri:
- Punti negli scontri diretti.
- Differenza reti negli scontri diretti.
- Differenza reti generale.
- Reti realizzate in generale.
- Sorteggio.

Note: